# Belorado
Belorado – gmina w Hiszpanii, w prowincji Burgos, w Kastylii i León, o powierzchni 133,41 km². W 2011 roku gmina liczyła 2082 mieszkańców.